# Alta Italia
Alta Italia är en ort i Argentina.   Den ligger i provinsen La Pampa, i den centrala delen av landet, 500 kilometer väster om huvudstaden Buenos Aires. Alta Italia ligger 167 meter över havet och antalet invånare är 1 481.
Terrängen runt Alta Italia är mycket platt. Runt Alta Italia är det mycket glesbefolkat, med 6 invånare per kvadratkilometer.. Alta Italia är det största samhället i trakten.
Trakten runt Alta Italia består till största delen av jordbruksmark.